# Dammtjärnet (Järnskogs socken, Värmland, 661756-129059)
Dammtjärnet är en sjö i Eda kommun i Värmland och ingår i Göta älvs huvudavrinningsområde. Sjön har en area på 0,137 kvadratkilometer och ligger 254,8 meter över havet.

## Delavrinningsområde
Dammtjärnet ingår i det delavrinningsområde (662191-129190) som SMHI kallar för Mynnar i Byälven. Medelhöjden är 189 meter över havet och ytan är 31,72 kvadratkilometer. Räknas de 7 avrinningsområdena uppströms in blir den ackumulerade arean 173,77 kvadratkilometer. Rinnan som avvattnar avrinningsområdet har biflödesordning 3, vilket innebär att vattnet flödar genom totalt 3 vattendrag innan det når havet efter 322 kilometer. Avrinningsområdet består mestadels av skog (50 procent), öppen mark (17 procent) och jordbruk (21 procent). Avrinningsområdet har 0,23 kvadratkilometer vattenytor vilket ger det en sjöprocent på 0,7 procent.